# Lompnas
Lompnas – miejscowość i gmina we Francji, w regionie Owernia-Rodan-Alpy, w departamencie Ain.

## Demografia
Według danych na styczeń 2012 roku gminę zamieszkiwało 158 osób, a gęstość zaludnienia wynosiła 12,5 osób/km².